# روضة خريمة
روضة خريمة هي روضة توجد فيها أشجار متباعدة٬ وتعد روضة مهمة لأهالي ثادق٬ وهي جيدة للتنزه والتخييم والصيد٬ وهناك بالقرب منها أملاك خاصة. تقوم وزارة البيئة والمياه والزراعة السعودية بتسييج الروضة لاعتمادها منطقة محمية٬ وتبلغ مساحتها التقريبية 25 كم مربع.